# محسن انقباضية القلب
محسن انقباضية القلب، هو علاج مخصص للمرضى الذين يعانون من قصور قلبي متوسط إلى شديد؛ أي من الدرجة الثانية إلى الرابعة وفق التصنيف الوظيفي لجمعية القلب في نيويورك، وذلك بشرط أن يكون القصور مصحوبًا بأعراض على الرغم من العلاج الدوائي الأمثل، إذ يحسن هذا العلاج من نتاج القلب لدى هؤلاء المرضى. يعزز استخدام العلاج على المدى القصير والطويل من قوة تقلص البطين وقدرته على ضخ الدم. يسخر لهذا الأمر جهاز يشبه ناظم القلب الاصطناعي يقوم بتوليد إشارات كهربائية غير منبهة متوافقة ومتزامنة مع الفعالية الكهربائية للدورة القلبية الأساسية.
يطبق التحفيز الكهربائي وفق هذا النمط العلاجي خلال فترة العصيان المطلق. ففي هذه المرحلة من الدورة القلبية، لا يمكن للإشارات الكهربائية أن تؤدي إلى تقلصات عضلية قلبية جديدة، ولهذا سمي هذا النمط بالتحفيز غير المنبِّه. مع ذلك، تزيد الإشارات الكهربائية من تدفق أيونات الكالسيوم إلى خلايا القلب العضلية. لا يؤثر محسن انقباضية القلب بشكل مباشر على نظم القلب، على عكس علاجات التحفيز الكهربائي الأخرى مثل ناظمة القلب الاصطناعية أو مقوم نظم القلب مزيل الرجفان القابل للزرع. بدلًا من ذلك، يهدف هذا النمط من العلاج إلى تعزيز الانقباض الطبيعي للقلب بشكل دائم على مدى فترات طويلة من الزمن. وعلى عكس معظم التداخلات التي تزيد من انقباضية القلب، لا يرتبط هذا النمط من العلاج بارتفاع غير مناسب من حاجة القلب للأكسجين (يقدر الأمر عبر قياس معدل استهلاك عضلة القلب للأكسجين)، وقد يفسر ذلك بالتأثير المفيد الذي يقدمه للعضلة القلبية. خلص تحليل تلوي أجري عام 2014 ومراجعة أجريت في عام 2013 لخيارات العلاج المعتمدة على الأجهزة في قصور القلب إلى أن هذا النمط آمن ومفيد بشكل عام للمرضى وأنه يزيد من تحمل الجهد ومن نوعية الحياة. إضافةً إلى ذلك، أظهرت البيانات الأولية للبقيا على المدى الطويل ارتباط استخدام محسن انقباضية القلب بانخفاض معدل وفيات مرضى قصور القلب المعالجين به مقارنةً بالمعدلات المتوقعة لدى نظرائهم غير المعالجين به.

## الاستخدامات الطبية

### موافقة إدارة الغذاء والدواء
وافقت إدارة الغذاء والدواء الأمريكية على استخدام محسن انقباضية القلب في الولايات المتحدة في 21 مارس 2019، وذلك بناءً على نتائج التجربة الأساسية لتقييم سلامة وفعالية نظام أوبتمايز لدى المرضى الذين يعانون من قصور قلب متوسط إلى شديد.

### دواعي الاستعمال وفقًا لإدارة الغذاء والدواء
وافقت إدارة الغذاء والدواء الأمريكية على استخدام نظام أوبتمايزر الذكي في الحالات التالية: تحسين نتيجة اختبار المشي على سطح منبسط لمدة 6 دقائق ونوعية الحياة والحالة الوظيفية لمرضى قصور القلب من الدرجة الثالثة وفقًا للتصنيف الوظيفي لجمعية القلب في نيويورك؛ وذلك بشرط: أن يعانوا من أعراض على الرغم من العلاج الدوائي الموجه وأن يكون نظم القلب لديهم جيبيًا وأن يكونوا غير مرشحين لعلاج إعادة تزامن القلب وأن تتراوح قيمة الجزء المقذوف للبطين الأيسر بين 25% و45%.

### علامة سي إي
نالت الأجهزة المحسنة ل انقباضية القلب على علامة سي إي، لتصبح بذلك معتمدة ومتاحة للاستخدام السريري في جميع دول الاتحاد الأوروبي وفي أستراليا وتركيا والهند وهونغ كونغ وفي جميع البلدان الأخرى التي تعترف بالعلامة، وذلك استنادًا إلى نتائج التجارب السريرية.

### دواعي الاستعمال وفقًا لعلامة سي إي

تمثيل تخطيطي لنظم جيبي على مخطط كهربائية القلب. يظهر مركب كيو آر إس في المنتصف.

يعتبر هذا النمط خيارًا علاجيًا لدى المرضى الذين لا تقل أعمارهم عن 18 عامًا والذين يعانون من أعراض قصور القلب الانقباضي- الناجم عن سوء وظيفة البطين الأيسر الانقباضية- على الرغم من العلاج الدوائي المناسب. تجري المزيد من الأبحاث السريرية لتحديد أكثر مجموعة مستفيدة من العلاج.
تشمل معايير تصنيف المرضى الذين يعانون من قصور قلب ناجم عن سوء وظيفة البطين الأيسر الانقباضية ما يلي: شدة المرض بناءً على مؤشرات وظيفية (التصنيف الوظيفي لجمعية القلب في نيويورك) ومتوسط النسبة المئوية لحجم الدم الذي يخرج من البطين الأيسر في كل نبضة (الجزء المقذوف من البطين الأيسر) ومدة مركب كيو آر إس في مخطط كهربية القلب. شملت معظم الدراسات السريرية التي أجريت حول محسن ال انقباضية مرضى قصور قلب درجة ثانية أو ثالثة أو رابعة وفقًا للتصنيف الوظيفي لجمعية القلب في نيويورك مع مدة كيو آر إس طبيعية (أقل أو يساوي 120 ميلي ثانية)، ولم تدرس فعالية محسن ال انقباضية لدى مرضى المراحل الباكرة من قصور القلب.
أفادت دراسة تقييمية لاحقة (تحليل فرعي) باستجابة مجموعة معينة من المرضى لهذا النمط من العلاج بشكل ممتاز. ضمت تلك المجموعة مرضى الدرجة الثالثة من قصور القلب وفقًا للتصنيف الوظيفي لجمعية القلب في نيويورك ومن كانت نسبة الجزء المقذوف لديه أكبر أو يساوي 25%.
ركزت الدراسات التي أجريت حول محسن انقباضية القلب على المرضى الذين يملكون مدة كيو آر إس طبيعية (أي 120 ميلي ثانية)، ولكن يمكن استخدام العلاج لدى المرضى الذين يستوفون معايير الاستخدام دون مدة كيو آر إس طبيعية.
أظهرت دراسة أولية أن محسن انقباضية القلب آمن وفعال لدى المرضى الذين لم يستجيبوا للعلاج بجهاز إعادة تزامن القلب.

### الفجوة العلاجية
أثبت جهاز إعادة تزامن القلب (المعروف أيضًا باسم جهاز إنظام البطينين) فعاليته في علاج قصور القلب. ومع ذلك، يوصى باستخدامه فقط في الحالات التالية: لدى مرضى النظم الجيبي مع مركب كيو آر إس عريض ≥ 120 ميلي ثانية وحصار غصن أيسر أو مرضى النظم الجيبي مع مركب كيو آر إس عريض ≥ 150 ميلي ثانية دون حصار غصن أيسر. يملك 30-40 % فقط من جميع مرضى قصور القلب مركب كيو آر إس عريض، وبالتالي لا يمكن علاج 60-70 % من المرضى الذين يملكون مركب كيو آر إس طبيعي. إضافةً إلى ذلك، قد تصل نسبة عدم استجابة المرضى المرشحين للعلاج إلى نحو 30 %.
حتى وقت قريب، كان جهاز مساعدة البطين الأيسر الجهاز الوحيد المتاح لعلاج قصور القلب. وقد كان يوصى باستخدامه لدى المرضى الذين وصلوا إلى مرحلة حرجة من المرض. يتطلب وضع الجهاز عدة ساعات من الجراحة ويحتاج إلى استخدام مجازة قلبية رئوية. يوصف العلاج باستخدام جهاز مساعدة البطين الأيسر بأنه جسر للزرع في حالة مرضى الدرجة الرابعة من قصور القلب وفقًا للتصنيف الوظيفي لجمعية القلب في نيويورك؛ إذ يعمل الجهاز على دعم وظائف القلب حتى خضوع المريض لعملية زرع قلب. تشير نتائج البحث الحالية إلى إمكانية سد الفجوة العلاجية الموصوفة أعلاه بواسطة محسن انقباضية القلب. بالإضافة إلى ذلك، أظهرت دراسة طويلة الأمد قدرة محسن انقباضية القلب على الحد من مشكلة عرض مركب كيو آر إس الشائعة والمرتبطة بسوء الإنذار على المدى الطويل لدى مرضى قصور القلب. اعتبرت هذه النتيجة دليلًا على سلامة العلاج ومؤشرًا على منفعة محتملة طويلة الأمد. سيصبح محسن انقباضية القلب أفضل العلاجات المعتمدة على الأجهزة لقصور القلب، وذلك إن أثبتت دراسات أخرى فائدته في الحد من تطاول مركب كيو آر إس المرتبط بسوء الإنذار.